# Harrislee
Harrislee (danès Harreslev) és un municipi de l'estat alemany de Slesvig-Holstein, al districte de Slesvig-Flensburg. Es troba a 4 kilòmetres de Flensburg. Es divideix en els districtes de Harrislee-Feld, Harrislee-Dorf, Slukefter, Niehuus (Nyhus), Kupfermühle (Kobbermølle) i Wassersleben (Sosti).
L'àrea municipal d'Harrislee s'estén al llarg de la costa occidental del fiord de Flensburg del mar Bàltic a l'àrea natural del Schleswig Vorgeest fins a un punt del fiord. El Krusau (dänisch Kruså) comença amb la sortida del Niehussee situat al terme municipal . Desemboca a la conca del fiord a l'extrem nord del districte de Wassersleben.
Des del municipi, els viatges a la veïna Dinamarca són possibles en dos passos fronterers. Aquests porten a Padborg (alemany: Pattburg) i Bov - Kruså (alemany: (Bau-)Krusau). Diversos passos fronterers més petits, inclòs Schusterkate, a prop del districte de Wassersleben, només estan oberts a vianants i ciclistes.

## Història
El municipi d'Harrislee ha estat habitat des de la prehistòria, la qual cosa està documentada, entre altres coses, per l'existència de tres tombes megalítiques (dos túmuls i un dolmen allargat). El 1345, el castell de Niehuus va ser construït per protegir Flensburg del nord (vegeu fortificacions de la ciutat de Flensburg). Tanmateix, després de la construcció del Duburg, que es trobava a sobre de la ciutat, el castell de Niehuus va ser destruït i abandonat el 1431. Amb el castell de Niehuus, també es va crear el petit poble de Niehuus, que, a diferència del castell, encara existeix avui dia i va ser esmentat per primera vegada l'any 1371. El poble d'Harrislee, pel qual rep el nom del municipi, va ser esmentat per primera vegada al capítol de la catedral de Schleswig l'any 1352 com "Haringslof" (nom personal Hari i lev danès, que significa 'propietat hereditària de Hari'). El van seguir Klues, esmentat per primera vegada el 1399, Kupfermühle, esmentat per primera vegada el 1652, i Wassersleben, esmentat per primera vegada el 1872.
Una branca econòmica antiga i important a la zona de Flensburg van ser les fàbriques de maó, de les quals en el seu moment n'hi havia sis a l'actual terme municipal, i al fiord n'hi havia més de 70 a l'època de màxima esplendor. Una d'aquestes obres de maó es trobava prop de Wassersleben, una altra prop de Karlsberg. Altres fàbriques de maó es van localitzar al voltant de Harrisleefeld. Al voltant de 1900, el districte obrer de Harrisleefeld va créixer juntament amb la part nord de Flensburg, fortament industrialitzada. L'última obra de maó que va desaparèixer a la zona de Harrislee va ser la "Ziegelei am Ochsenweg" prop de Harrisleehof l'any 1970.

## Ajuntament
Martin Ellermann (independent) és l'alcalde de Harrislee des del 2012. Més recentment, va ser reelegit a les eleccions a l'alcaldia del 9 de juny de 2024, amb el 79,9 per cent dels vots. El seu oponent derrotat, Jutta Lynen, va rebre el 20,1 per cent dels vots.